# Nangloi Jat
Nangloi Jat, auch Nangloi, ist eine Stadt im indischen Unionsterritorium Delhi. Nangloi Jat hat den Status einer Census Town. Die Stadt ist in 4 Wards gegliedert. Sie hatte am Stichtag der Volkszählung 2011 205.596 Einwohner, von denen 110.056 Männer und 95.540 Frauen waren. Hindus bilden mit einem Anteil von über 86 % die Mehrheit der Bevölkerung. Die Alphabetisierungsrate lag 2011 bei 82,69 % und damit deutlich über dem nationalen Durchschnitt.